# Johannes August Fischer
Johannes August Fischer, född 11 mars 1854, död 6 juni 1921, var en dansk konstnär. Han var bror till Poul Gustaf Fischer.
Fischer utbildades först i skulptur, vilken konstgren han dock snart övergav för måleriet. Han var en koloristiskt begåvad landskaps- och arkitekturmålare, och hans bilder från gamla italienska och tyska städer uppvisar en utpräglad originalitet i motivvalet.